# Middle East Rally Championship
Die Middle East Rally Championship (offiziell FIA Middle East Rally Championship, abgekürzt MERC; englisch für Naher Osten-Rallyemeisterschaft) ist eine Zusammenfassung der Regeln, Richtlinien und Bedingungen, in deren Rahmen die gleichnamige Middle East Rally Championship, eine vom Automobil-Dachverband Fédération Internationale de l’Automobile (FIA) festgelegte Rallyeserie, ausgetragen wird.
Die seit 1984 jährlich stattfindende Rallye-Serie wird hauptsächlich in den Ländern des Nahen Ostens veranstaltet und die Teilnehmer sind auch größtenteils Bewohner dieser Region. Die Rallye Jordanien war in den Saisons 2008, 2010 und 2011 sowohl ein Rallye-Weltmeisterschafts-Lauf als auch eine, in demselben Rahmen ausgetragene MERC-Rallye. Bei der 2010 als Lauf zur Intercontinental Rally Challenge (IRC) veranstalteten und parallel zur MERC zählenden Rallye Zypern siegte Nasser Al-Attiyah in beiden Wertungen. Der 2011 im Juni stattfindende Lauf auf Zypern fand außerhalb der IRC statt.
Die Middle East Rally Championship wird als eine Serie von derzeit sieben MERC-Rallye-Läufen (Stand 2011) im arabischen Raum und auf Zypern ausgetragen. Zugelassen sind für diese Serie Rallyefahrzeuge der Super 2000-Klasse und Rallyewagen der Gruppe N. World Rally Cars sind seit 2003 nicht mehr zur Einschreibung zugelassen.

## Liste der Meister
| Jahr | Fahrer               | Fahrzeug                                |
| ---- | -------------------- | --------------------------------------- |
| 2011 | Nasser Al-Attiyah    | Ford Fiesta S2000                       |
| 2010 | Misfer al-Marri      | Subaru Impreza WRX STI                  |
| 2009 | Nasser Al-Attiyah    | Subaru Impreza WRX STI/Mitsubishi Evo X |
| 2008 | Nasser Al-Attiyah    | Subaru Impreza WRX STI                  |
| 2007 | Nasser Al-Attiyah    | Subaru Impreza WRX STI                  |
| 2006 | Nasser Al-Attiyah    | Subaru Impreza WRX STI                  |
| 2005 | Nasser Al-Attiyah    | Subaru Impreza WRX STI                  |
| 2004 | Khalid Al-Qassimi    | Subaru Impreza WRX STI                  |
| 2003 | Nasser Al-Attiyah    | Subaru Impreza WRC                      |
| 2002 | Mohammed bin Sulayem | Ford Focus WRC                          |
| 2001 | Mohammed bin Sulayem | Ford Focus WRC                          |
| 2000 | Mohammed bin Sulayem | Ford Focus WRC                          |
| 1999 | Mohammed bin Sulayem | Ford Focus WRC                          |
| 1998 | Mohammed bin Sulayem | Ford Escort WRC                         |
| 1997 | Mohammed bin Sulayem | Ford Escort RS Cosworth                 |
| 1996 | Mohammed bin Sulayem | Ford Escort RS Cosworth                 |
| 1995 | Abdullah Bakhashab   | Ford Escort RS Cosworth                 |
| 1994 | Mohammed bin Sulayem | Ford Escort RS Cosworth                 |
| 1993 | Hamed Al-Thani       | Toyota Celica GT-Four                   |
| 1992 | Mamdouh Khayat       | Lancia Delta HF Integrale               |
| 1991 | Mohammed bin Sulayem | Toyota Celica GT-Four                   |
| 1990 | Mohammed bin Sulayem | Toyota Celica GT-Four                   |
| 1989 | Mohammed bin Sulayem | Toyota Celica GT-Four                   |
| 1988 | Mohammed bin Sulayem | Toyota Celica CTC                       |
| 1987 | Mohammed bin Sulayem | Toyota Celica CTC                       |
| 1986 | Mohammed bin Sulayem | Toyota Celica CTC                       |
| 1985 | Saeed Al-Hajri       | Porsche 911 SC RS                       |
| 1984 | Saeed Al-Hajri       | Porsche 911 SC RS                       |

## Rallye-Gesamtsieger
Die erfolgreichsten Fahrer nach 168 MERC-Rallyes (Stand nach der Libanon Rallye 2011).
| Fahrer                  | Siege |
| ----------------------- | ----- |
| Mohammed bin Sulayem    | 60    |
| Nasser Saleh Al-Attiyah | 41    |
| Saeed Al-Hajri          | 11    |
| Roger Feghali           | 9     |
| Khalid Al-Qassimi       | 7     |
| Andreas Tsouloftas      | 4     |
| Abdullah Bakhashab      | 3     |
| Björn Waldegård         | 3     |
| Jean-Pierre Nasrallah   | 3     |
| Yazeed Al-Rajhi         | 3     |
| Suhail bin Maktoum      | 2     |
| Khalifa Al-Mutaiwi      | 2     |
| Michel Saleh            | 2     |

18 Rallyefahrer haben bisher einen MERC-Lauf gewonnen:
Charalambous Thimotheou (CY), Amjad Farrah (HKJ), Andreas Peratikos (CY), Chris Thomas (CY), Samir Ghanem (RL), Abdullah Al-Qassimi (UAE), Abbas Al-Motaiwi (QA), Nasser Khalifa Al-Attiyah (QA), Hamed Bin Eid Al-Thani (QA), Maurice 'Bagheera' Senaoui (RL), Tony Georgiou (RL), Alex Fiorio (I), Piero Liatti (I), Russell Brookes (GB), Alain Oreille (F), Nizar Shanfari (OM), Nicos Thomas (CY), Rashed El-Ketbi (UAE).